# أليوت إس. ن. مورغان
أليوت إس. ن. مورغان هو سياسي أمريكي، ولد في 1832 في بيتسبرغ في الولايات المتحدة، وتوفي في 1894. نشط حزبياً في الحزب الجمهوري. وقد انتخب Governor of Wyoming Territory ‏ (20 ديسمبر 1886 – 24 يناير 1887) وانتخب Governor of Wyoming Territory ‏ (13 يناير 1885 – 28 فبراير 1885) وانتخب عضو مجلس نواب بنسيلفانيا ‏.